# نمس هندي بني
نمس هندي بني (الاسم العلمي Herpestes fuscus)، نوع من النمس متوسط القد والأرتفاع طوله نحو 42 سم. وذنبه 45 سم. ثوبه إلى البني يعلوه تجذيع معترض أسمر. رأسه حالك السمرة، قوائمه سود. أعطانه جنوب غرب الهند وسريلانكا.